# García Álvarez de Toledo y Pimentel-Osorio
García Álvarez de Toledo y Pimentel - Osorio (Villafranca del Bierzo, Corona de Castella, 29 d'agost de 1514 - Regne de Nàpols, 31 de maig de 1578) fou militar i polític castellà, quart marquès de Villafranca del Bierzo, duc de Fernandina i Gran d'Espanya.

## Biografia
Era fill de Pedro Álvarez de Toledo y Zúñiga, virrei de Nàpols i Juana Pimentel, segona marquesa de Villafranca, i net de Fadrique Álvarez de Toledo y Enríquez de Quiñones, segon Duc d'Alba.
Va començar servint a les ordres d'Andreu Doria a les galeres de Nàpols, essent amo de dos vaixells. El 1535 ja era general de sis galeres i es va distingir a les batalles de la Goleta, Tunis, Alger, Sfax, Calibria i Mebredia, on se li va concedir el títol de Capità General de les Galeres de Nàpols. Va ser Capità General de l'expedició a Grècia i Capità General del Mar, títol que se li va donar el 1544 després de derrotar el pirata Khair ed-Din Barba-rossa.
També va lluitar a les ordres del seu cosí Fernando Álvarez, duc d'Alba, a les guerres de Flandes.
Fou el Virrei de Catalunya entre el 29 de novembre de 1558 i el 1564, on va potenciar la producció militar de les drassanes barcelonines i va impulsar la fortificació de tot el litoral del Principat, sense descuidar la frontera amb França (convulsionada per les seves guerres de religió). També va tenir els càrrecs de Coronel General de la Infanteria del Regne de Nàpols, i va deixar Catalunya en ser nomenat nou virrei de Sicilia (1564- 1566). La conquesta del Penyal de Vélez el 1564, empresa considerada irrealitzable, i el socors a l'illa de Malta li van valer la concessió, per part de Felip II de Castella, del Ducat de Fernandina i el Principat de Montalbán el 24 de desembre de 1569.

## Família
Es va casar a Nàpols, el 5 d'abril de 1536 amb Vittoria Colonna, filla d'Ascanio Colonna, segon Duc de Paliano, i de Juana d'Aragó. Fills:
- Pedro Álvarez de Toledo i Colonna, V Marquès de Vilafranca i Gran d'Espanya
- María de Toledo, dona de Don Fadrique Álvarez de Toledo, IV Duque de Alba
- Juana de Toledo, casada amb Bernardino Pimentel, III Marquès de Távara
- Elionor de Toledo, esposa del seu cosí Cosme I de Mèdici, gran duc de la Toscana
- Anna de Toledo, casada amb Gómez Dávila, III Marquès de Velada
- Inés de Toledo, dona de Juan Pacheco, II Marquès de Cerralbo.
- Delia de Toledo, dona de Gómez Suárez de Figueroa, barón de Gaypuli.